# Wasserburg Keula
Die Wasserburg Keula ist der Rest einer Wasserburg bei etwa 300 m über NN in der Brauhausgasse am Westrand des Ortsteils Keula der Gemeinde Helbedündorf im Kyffhäuserkreis in Thüringen.
Eine erstmalige Erwähnung fand die Burg 967 als ottonisches Königsgut. Später war die Burg Amtssitz der Honsteiner und kam dann in Schwarzburger Herrschaft. Im 17. Jahrhundert fanden Ausbauten statt, 1772 und 1811 wurden Teile der Burg abgetragen.
Von der Burganlage mit ovaler Kernburg sind noch Reste der Burggebäude, des Burgtors, des Kellers, der Befestigungsmauer, der Brücke zur Burg und des Wallgrabens erhalten.